# Mandello Vitta
Mandello Vitta (piemontesisch und lombardisch Mandel) ist eine Gemeinde mit 211 Einwohnern (Stand 31. Dezember 2023) in der italienischen Provinz Novara (NO), Region Piemont.
Die Nachbargemeinden sind Casaleggio Novara, Castellazzo Novarese, Landiona, Sillavengo und Vicolungo.
Das Gemeindegebiet umfasst eine Fläche von 5 km².